# Een vrouw tussen hond en wolf
Een vrouw tussen hond en wolf é um filme de drama romântico e de guerra franco-belga de 1979 escrito por André Delvaux, que dirigiu, e Ivo Michiels. Foi selecionado como representante da Bélgica à edição do Oscar 1980, organizada pela Academia de Artes e Ciências Cinematográficas.

## Elenco
- Marie-Christine Barrault - Lieve
- Rutger Hauer - Adriaan
- Roger Van Hool - François
- Senne Rouffaer
- Bert André - Slager
- Raf Reymen - Oom Georges